# Wielki post
Wielki post (łac. Quadragesima lub Tempus Quadragesimae – dosł. czas czterdziestnicy; cs. czetyriediesiatnica) – czas pokuty przygotowujący do przeżycia najważniejszych dla chrześcijan świąt wielkanocnych. W Kościele łacińskim i w Kościołach starokatolickich zaczyna się w Środę Popielcową, przypadającą 46 dni przed Niedzielą Wielkanocną (do postu nie wlicza się przypadających w tym okresie 6 niedziel). 
„Rubryki mszału i brewiarza rzymskiego” z 1962 określają czas trwania wielkiego postu (tempus Quadragesimae) „od jutrzni Środy Popielcowej do Wigilii Wielkanocnej aż do Nony soboty przed niedzielą Męki Pańskiej włącznie” (według Rubryk z 1962 sprawowane są nadal liturgie w klasycznym rycie rzymskim). W tradycyjnym obrządku rzymskim po wielkim poście sensu stricto następuje okres Męki Pańskiej (tempus Passionis), a te dwa okresy razem składają się na czterdziestodniowy okres wielkopostny (tempus quadragesimale).
Zgodnie z prawem kanonicznym Kościoła katolickiego obowiązującym do 1983 roku trwał 40 dni – do Wielkiej Soboty. Aktualny Kodeks prawa kanonicznego nie precyzuje dnia jego zakończenia. Czas trwania wielkiego postu (dla liturgii posoborowej) określają „Ogólne normy roku liturgicznego i kalendarza” oraz „List okólny o przygotowaniu i obchodzeniu świąt paschalnych «Paschalis sollemnitatis»” Kongregacji ds. Kultu Bożego i Dyscypliny Sakramentów z 1988 roku. Zgodnie z nim wielki post trwa do mszy wieczerzy Pańskiej (ONRL 28), a w Wielki Piątek i Wielką Sobotę obchodzony jest post paschalny.
W Kościołach mariawickich wielki post poprzedzony jest przedpościem, rozpoczyna się w Środę Popielcową, a kończy w Wielką Sobotę, podczas uroczystej aklamacji „Alleluja”. Mimo pokutnego i pasyjnego charakteru, wielki post jest dla mariawitów czasem przygotowania do Wielkanocy. Jest to pełen nadziei na zmartwychwstanie czas refleksji nad kondycją duchową człowieka. 
W Reformowanym Kościele Katolickim czas ten nazywany jest Okresem Przygotowania Paschalnego i kończy się w Wielki Czwartek po południu.
Wielki post u grekokatolików i prawosławnych rozpoczyna się od Czystego Poniedziałku w pierwszym tygodniu czterdziestodniowego postu. W Cerkwi prawosławnej kończy się w piątek przed Niedzielą Palmową, a w Kościołach greckokatolickich wielki post kończy Niedziela Palmowa zwana w kościołach wschodnich Niedzielą Wierzbową. 
W językach pierwotnego Kościoła wielki post był określany jako Quadragesima (łac.), Tessarakostè (gr.), czyli dosłownie „40 dni” (czterdziestnica), co stanowiło nawiązanie do czterdziestodniowego postu samego Jezusa Chrystusa. W protestantyzmie obchodzony jest pod nazwą czasu pasyjnego.

## Historia wielkiego postu

### Tło biblijne
Czas trwania wielkiego postu ma odniesienie do trwającego 40 dni postu samego Chrystusa. Liczba „40” ma w historiach biblijnych znaczenie symboliczne. Tyle dni miał trwać potop, który miał oczyszczać Ziemię z grzechów. Czterdzieści lat trwała wędrówka narodu wybranego po wyjściu z Egiptu, by mógł – oczyszczony – wejść do Ziemi Obiecanej. 40 dni trwał biblijny pobyt Mojżesza na górze Synaj (Horeb) w obecności Boga, od którego otrzymał Dekalog (Wj 24,18). Po stwierdzeniu odstąpienia przez Izraelitów od zawartego przymierza wrócił na tę górę i spędził tam, poszcząc, 40 dni (Pwt 9,18). Prorok Ezechiel (Ez 4,6) opisuje nakaz 40-dniowej pokuty, którą miał odbyć za grzechy Judy. Z kolei Eliasz wędrował przez 40 dni na górę Horeb na spotkanie z Bogiem (1 Krl 19,8). Prorok Jonasz przez 40 dni nawoływał mieszkańców Niniwy do nawrócenia. Dawid i jego syn Salomon władali Izraelem po 40 lat każdy. Prawo Mojżeszowe stanowiło, że kobieta po porodzie była uznawana za nieczystą przez okres 40 dni, po upływie których dostępowała rytu oczyszczenia. Taki rytuał przeszła także czczona przez chrześcijan Maria z Nazaretu. Obchodzone 2 lutego święto Ofiarowania Pańskiego, nazywane było w przeszłości świętem Oczyszczenia NMP. Za każdym razem okres 40 dni lub 40 lat jest czasem pokuty i nawrócenia. Dla chrześcijan 40-dniowy post ma stanowić czas przygotowania na najważniejsze święto Zmartwychwstania Chrystusa.

### Kościół pierwotny a post paschalny
Pierwsi chrześcijanie zachowywali ścisły post w dniach upamiętniających śmierć i pobyt ciała Jezusa w grobie już w II wieku. Wspominał o tym w liście do papieża Wiktora I św. Ireneusz z Lyonu, biskup Vienne, wyjaśniając, że praktyka 40-godzinnego postu ma nawiązywać do czasu jaki spędził w grobie Chrystus. Tertulian (ok. 150–240) także uzasadniał podjęcie postu przez chrześcijan motywem ewangelicznym – realizacją słów Jezusa z Ewangelii Łukasza 5,35: „Przyjdzie czas kiedy zabiorą im pana młodego, i wtedy, w owe dni, będą pościli” (De ieiunio 2,2). Potwierdzenie istnienia w pierwszych wiekach chrześcijaństwa tradycji postu przekazywał Hipolit Rzymski („Tradycja apostolska Hipolita”) oraz autor „Konstytucji apostolskich” (V,18.2).

Zachowujcie post przez dni Paschy od poniedziałku do piątku i soboty, to znaczy przez sześć dni; spożywajcie tylko chleb i sól z jarzynami oraz pijcie tylko wodę, a powstrzymujcie się od wina i mięsa, ponieważ są to dni smutku, a nie radości („Konstytucje apostolskie”).

Także Hipolit Rzymski zalecał, by w tygodniu paschalnym pokarm stanowiły wyłącznie chleb, sól i woda.

„Jeśli komuś starczy sił, niechaj pości przez cały piątek i sobotę, nic nie jedząc aż do nocnego piania koguta. Kto jednak nie ma siły pościć przez dwa dni, niech zachowa post przynajmniej w sobotę. Pan bowiem mówi odnośnie do siebie: «kiedy zabiorą im pana młodego, wtedy, w owe dni będą pościli» (Łk 5, 35; por. Mt 9, 15; Mk 2, 20)” („Konstytucje apostolskie”).

Post ścisły obowiązywał więc prawdopodobnie zarówno w piątek, jak i sobotę paschalną, ale Euzebiusz z Cezarei – przywołując opinię Ireneusza z Lyonu – wyjaśniał, że według części wyznawców podczas Wielkiego Tygodnia należy pościć przez jeden dzień, według innych – przez dwa dni, a według innych jeszcze dłużej. Także zmarły w połowie III w. św. Dionizy, biskup Aleksandrii, wspominał, że część wiernych pościła przez dwa, cztery lub sześć dni poprzedzających święto Paschy. Na pytanie Bazylidesa, biskupa z libijskiego Pentapolis, kiedy należy przerwać post przed Wielkanocą, Dionizy napisał list, w którym przeprowadził obszerną analizę i egzegezę tekstów ewangelijnych dotyczących misterium paschalnego Chrystusa. Dionizy Wielki napisał, że zgodnie z lokalną tradycją w północnej Afryce post kończono w Wielką Sobotę wieczorem, zaś zgodnie z tradycją rzymską – dopiero w porze piania koguta w niedzielę. Czas rozpoczęcia, zakończenia, a także sens i wyjaśnienie symboliczno-teologiczne praktyk wielkiego postu ewoluowały na przestrzeni pierwszych wieków chrześcijaństwa.
Autor „Konstytucji apostolskich” opisywał kary zdjęcia z urzędu dla duchownych, którzy nie przestrzegaliby postu w czasie wielkiego postu (lub praktykowanych postów w środy i piątki). Z obowiązku zwalniać duchownego mogła jedynie choroba. Ścisły post obowiązywał wiernych tylko w Wielki Piątek i w Wielką Sobotę. List papieża Innocentego I z 416 roku, kierowany do biskupa umbryjskiego miasta Gubbio, wiązał praktykę postu w te dwa dni ze smutkiem, jaki przeżywali apostołowie po śmierci Jezusa. Symboliczna liczba „40” wyznaczająca czas trwania postu przed świętem Zmartwychwstania, była po raz pierwszy użyta przez Tertuliana, łacińskiego teologa z Afryki Północnej. Jako pierwszy określił post jako 40-godzinny.

### Post czterdziestodniowy
Post trwający przez 40 dni poprzedzających święto Paschy chrześcijańskiej, najprawdopodobniej rozpowszechnił się w pierwszej połowie IV w. Zgodnie z kanonem 5 soboru nicejskiego I (325) rozpoczynał się on w szóstą niedzielę przed Wielkanocą, a kończył się w Wielki Czwartek. Takie terminy potwierdzał Euzebiusz z Cezarei („De sollemnitate paschali” 4,5), św. Atanazy (Listy świąteczne) oraz Egeria w „Itirierarium Aetheriae”. Listy św. Atanazego oraz zachowane mowy papieża św. Leona I Wielkiego wspominały o okresie wielkiego postu jako czasie czterdziestodniowych ćwiczeń duchowych.
Datowane na koniec IV wieku „Konstytucje apostolskie” zalecały:

Ponadto przestrzegajcie czterdziestodniowego Postu, na pamiątkę sposobu życia i nauczania Pana. Ten post winien się skończyć przed postem paschalnym i trwać od drugiego dnia do dnia Przygotowania. Po upływie tych dni przerwijcie post i rozpocznijcie święty tydzień Paschy; wszyscy w tym tygodniu będziecie pościć z trwogą i lękiem oraz modlić się za tych, którzy odpadli („Konstytucje apostolskie”).

Czterdziestodniowy post rozpoczynał się więc w drugim dniu po szabacie, a więc w poniedziałek, gdyż „w tym dniu zaczęli spiskować przeciwko Panu” i trwał do dnia Przygotowania (παρασκευή), czyli do piątku – i dalej, w każdym tygodniu – aż do tygodnia Paschy. Nie było więc mowy o poście w soboty i w niedziele.
Niedziele, jako dni świąteczne, nie były wliczane w czas wielkiego postu. Kanony synodu w Gangrze (ok. 340) piętnowały praktykowanie postu w niedziele:

Gdyby ktoś, powodując się rzekomą ascezą, pościł w niedzielę, niech będzie wyklęty (kanon 18).

Gdyby ktoś z ascetów nie zmuszony warunkami fizycznymi, lecz powodowany pychą i uważając się za doskonałego, nie przestrzegał postów ustanowionych dla ogółu wiernych i zachowywanych przez Kościół, niech będzie wyklęty (kanon 19).

Kanony synodu w Artsalth (w Armenii, po 373) potwierdzały trwałe funkcjonowanie okresu wielkiego postu w kalendarzu liturgicznym i dotykały kwestii jakości praktyki postnej. Istotna była abstynencja od pokarmów mięsnych. Zakaz spożywania mięsa dotyczył śród i piątków. W sposób szczególny, surowy praktykowali post mnisi.
Wydana przez Warszawską Metropolię Prawosławną publikacja „O nabożeństwie prawosławnym“ wskazuje, że czas trwania wielkiego postu stanowi także nawiązanie do starotestamentalnej dziesięciny, polegającej na ofiarowaniu Bogu 1/10 dochodów osiąganych z pracy. Autor wskazuje interpretację, że po odliczeniu z 7 tygodniowego okresu sobót i niedziel, oraz dodaniu Wielkiej Soboty do północy okres postu sumuje się w 36 i pół dnia, co stanowi 1/10 część roku.

### Katechumenat
Okres wielkiego postu był czasem przygotowania katechumenów do przyjęcia sakramentów inicjacji chrześcijańskiej, które były udzielane podczas Wigilii paschalnej. Gdy wspomina się o rytach inicjacji w Kościele pierwszych wieków, to wymienia się jedynie chrzest i Eucharystię. Chrzest był rozumiany, zgodnie z nauczaniem biblijnym, jako zawierający obydwa elementy: „chrzest z wody” i „chrzest z Ducha Świętego” (por. Dz 1,5–8) – stanowił inicjację do Eucharystii. Katechumeni zaliczeni do grona kandydatów mających przystąpić do inicjacji podczas najbliższej Wigilii paschalnej nazywani byli „electi” (tzn. wybrani) lub też „kompetentni”. Przez okres wielkiego postu uczestniczyli w spotkaniach z biskupem lub prezbiterem, podczas których słuchali katechez o prawdach wiary chrześcijańskiej. Zalecano im także podejmowanie praktyk pokutnych, postnych (w tym do powstrzymania się od spożywania mięsa i wina), a także modlitwy. Kandydatów egzorcyzmowano, przekazywano ustnie Symbol wiary i Modlitwę Pańską („Ojcze nasz”) – do nauczenia się. W Wielkim Tygodniu electi recytowali te teksty, wykazując ich znajomość. Cykl wielkopostnych przygotowań katechumenów obejmował także „skrutinia” (łac. scrutor oznacza: „badam dokładnie, przenikliwie, doświadczam”), którym przewodniczył biskup. Do VI w. w Rzymie obowiązywał cykl trzech skrutiniów, które odbywały się w trzecią, czwartą i piątą niedzielę wielkiego postu. Podczas tych zgromadzeń electi wysłuchiwali fragmentów ewangelii: o Samarytance, uzdrowieniu niewidomego i o wskrzeszeniu Łazarza. Na końcu otrzymywali katechezę wyjaśniającą sens teologiczny oczekiwanej inicjacji chrześcijańskiej.
W miarę rozpowszechniania się chrześcijaństwa wzrosła liczba dorosłych przystępujących do chrztu, a także upowszechnił się zwyczaj chrzczenia dzieci (od VI wieku był zjawiskiem masowym). Z tego powodu nie było już możliwe organizowanie kameralnych, uroczystych skrutiniów. Zgromadzenia przygotowujące do inicjacji zostały przeniesione na dni powszednie. W środę następującą po trzeciej niedzieli wielkiego postu wynotowywano imiona dzieci i rodziców chrzestnych, po czym czoła dzieci były znaczone znakiem krzyża. Wówczas też następował ryt nakładania rąk oraz ryt soli. Tydzień później, w kolejną środę, dzieciom przekazywano księgę Ewangelii oraz Symbol wiary i Modlitwę Pańską. Zwyczaj przygotowywania dzieci do chrztu wygasał od IX wieku. Przygotowania i obrzędy chrztu dzieci były prowadzone w jednym dniu. Zrezygnowano także z czekania z inicjacją dzieci do czasu Wigilii paschalnej. Przyczyną była znaczna umieralność wśród noworodków.

### Proces formowania ram czasowych wielkiego postu
Jeszcze w połowie V wieku nie było jednomyślności między Kościołami chrześcijańskimi co do formy poszczenia i co do czasu trwania postu przed Wielkanocą.
Dotąd panował obyczaj poszczenia pomiędzy pierwszą niedzielą wielkiego postu (czyli 6 tygodni przed Niedzielą Palmową) a Wielkim Czwartkiem. Odliczając niedziele, podczas których nie poszczono, oraz dodając dni między Niedzielą Palmową a Wielkim Czwartkiem, okres wielkiego postu trwał 40 dni. Od początku V w. silniej akcentowano święto Zmartwychwstania Pańskiego, a tym samym do wielkiego postu włączono Wielki Piątek i Wielką Sobotę. Wielki post trwał więc 6 tygodni, czyli licząc bez niedziel – 36 dni. Cztery, brakujące do liczby 40, dni, dodano do wielkiego postu pod koniec pontyfikatu papieża Grzegorza Wielkiego, na przełomie VI i VII wieku. Rozpoczęcie wielkiego postu zostało przesunięte na środę poprzedzającą pierwszą niedzielę postu. Sakramentarz gelazjański z V wieku nawiązuje do Środy Popielcowej, nazywając ją caput quadragesimae (dosł. „głowa czterdziestnicy”).
Późniejsza nazwa „Środa Popielcowa” wywodzi się z rytów sakramentu pokuty. Począwszy od połowy V wieku, w poniedziałek następujący po pierwszej niedzieli wielkiego postu wypełniano obrzęd wypędzania publicznych pokutników, na których ciążyły duże przewinienia. Pokutnicy przystępowali do tajnej spowiedzi przed biskupem (albo wyznaczonym przez niego delegatem), po czym, o wyznaczonej godzinie stawiali się przed wejściem do kościoła. Byli wprowadzani do środka, a biskup i prezbiterzy posypywali im głowy popiołem. Wypowiadano przy tym formułę pochodzącą z biblijnego wersetu: „Pamiętaj człowiecze, że jesteś prochem i w proch się obrócisz; czyń pokutę, abyś miał życie wieczne” (Rdz 3,19). Potem biskup kropił wodą święconą ich, a następnie przeznaczone dla nich ubrania pokutne. Po Litanii do Wszystkich Świętych (podczas jej odmawiania leżeli na posadzce kościoła) byli wypędzani na zewnątrz. Od początku VII wieku obrzęd ten był sprawowany już w środę, przed pierwszą niedzielą wielkiego postu. W X wieku do obrzędu, obok publicznych pokutników, stawali także zebrani wyznawcy. Synod w Benewencie (1091) zalecał wiernym udział w takim obrzędzie na znak rozpoczęcia postu. Kolejnym aktem utwierdzenia rytuału była akceptacja papieża Urbana II, który zalecał stosowanie go przez biskupów i prezbiterów. Mszał Rzymski z 1474 wymienia Środę Popielcową pod nazwą Feria Quarta Cinerum. Później obrzęd został powielony w średniowiecznych pontyfikałach (szczególnie w Pontyfikale Duranda) i dalej – bez zmian – do Pontyfikału Rzymskiego.
Na Wschodzie chrześcijaństwa wielki post był niezmiennie obchodzony przez 8 tygodni. Od czasów św. Grzegorza Wielkiego funkcjonowała tradycja „przedpościa”, które miało być okresem wprowadzającym w nastrój wielkiego postu. Na części ziem polskich formę i praktyki ascetyczne przedpościa, (które razem z wielkim postem trwały 70 dni) zachowywano jeszcze w XVIII, a nawet XIX wieku. Liturgiczny okres przedpościa został zniesiony reformami wprowadzonymi przez Sobór Watykański II.
W IX wieku teolog i liturgista chrześcijański Amalariusz z Metz wskazywał, że czas 42 dni (licząc od pierwszej niedzieli wielkiego postu do Wielkanocy) w sposób symboliczny był zgodny z liczbą postojów i obozowisk Izraelitów od przejścia Morza Czerwonego do wejścia do Ziemi Obiecanej. W wyliczeniu tym Amalariusz oparł się na zestawieniu św. Hieronima, które ów wykonał w, napisanym przed 400 rokiem, liście do św. Fabioli zwanym „Księgą Egzegetyczną”. Z kolei czas 46 dni – licząc od Środy Popielcowej do Wielkanocy – Amalariusz odnosił do liczby 46 lat wznoszenia Świątyni Jerozolimskiej, o której zapewniali Żydzi w biblijnej rozmowie z Jezusem.

#### Post czterdziestodniowy a post paschalny
„Konstytucje Apostolskie” wyraźnie rozdzielały post paschalny (w Wielkim Tygodniu) od postu czterdziestodniowego. Takie rozróżnienie było właściwe dla Kościoła w Antiochii i Kościołów okolicznych. Dla Kościoła w Rzymie i na Zachodzie oraz w Aleksandrii i Jerozolimie post paschalny stanowił część postu czterdziestodniowego.

## Katolicyzm
Od czasu wielkiej schizmy wschodniej praktyki wielkopostne na Wschodzie i na Zachodzie chrześcijaństwa zaczęły się różnić. W średniowieczu publiczne praktyki wielkopostne Kościoła łacińskiego nabrały bardzo szczególnych form. Drogi Europy przemierzały grupy biczowników, którzy biczując się do krwi, wzywali społeczność chrześcijańską do pokuty i nawrócenia. Praktyka taka została zakazana przez papieża Klemensa VI w 1349 roku. Funkcjonujący od VI wieku zwyczaj rozpoczynania wielkiego postu w środę został potwierdzony w 1248 roku za czasów papieża Innocentego IV, a na stałe wszedł do tradycji Kościoła rzymskiego w 1570 roku. Zamiast praktykowanych wcześniej pełnych dziewięciu tygodni, post wyznaczano na okres od środy przypadającej przed 6. niedzielą poprzedzającą Wielkanoc do samej Paschy, a więc do 46 dni kalendarzowych. Tradycyjnie i zgodnie z prawem kanonicznym Kościoła łacińskiego obowiązującym do 1983 roku okres wielkiego postu trwał do Wielkiej Soboty. Aktualny Kodeks prawa kanonicznego nie precyzuje dnia zakończenia wielkiego postu. Czas trwania wielkiego postu dla Kościoła katolickiego określa „List okólny o przygotowaniu i obchodzeniu świąt paschalnych «Paschalis sollemnitatis»” Kongregacji ds. Kultu Bożego i Dyscypliny Sakramentów z 1988 roku. Zgodnie z nim wielki post trwa do Mszy wieczerzy Pańskiej, a w Wielki Piątek i Wielką Sobotę obchodzony jest post paschalny.
| Niedziela przed Wielkanocą | Liczba dni do Wielkanocy | Nazwa łacińska                                      | Nazwa polska                   | Ludowa/zwyczajowa nazwa niedzieli                                         |
| -------------------------- | ------------------------ | --------------------------------------------------- | ------------------------------ | ------------------------------------------------------------------------- |
| 9                          | 63                       | Septuagesima [Dominica in Septuagesima (hebdomade)] | Siedemdziesiątnica             | starozapustna, (lub: niedziela starego zapustu, albo: starego mięsopustu) |
| 8                          | 56                       | Sexagesima [Dominica in Sexagesima (hebdomade)]     | Sześćdziesiątnica              | mięsopustna (lub: przedzapustna)                                          |
| 7                          | 49                       | Quinquagesima                                       | Pięćdziesiątnica               | zapustna (lub: młody mięsopust)                                           |
| 6                          | 42                       | Quadragesima, lub: Invocabit                        | (1. niedziela wielkiego postu) | wstępna                                                                   |
| 5                          | 35                       | Reminiscere                                         | (2. niedziela wielkiego postu) | sucha                                                                     |
| 4                          | 28                       | Oculi                                               | (3. niedziela wielkiego postu) | głucha                                                                    |
| 3                          | 21                       | Laetare                                             | (4. niedziela wielkiego postu) | środopustna                                                               |
| 2                          | 14                       | Judica                                              | Niedziela Pasyjna              | czarna, Męki Pańskiej                                                     |
| 1                          | 7                        | Palmarum                                            | Niedziela Palmowa              | kwietna, wierzbna                                                         |

### Praktyki wielkopostne

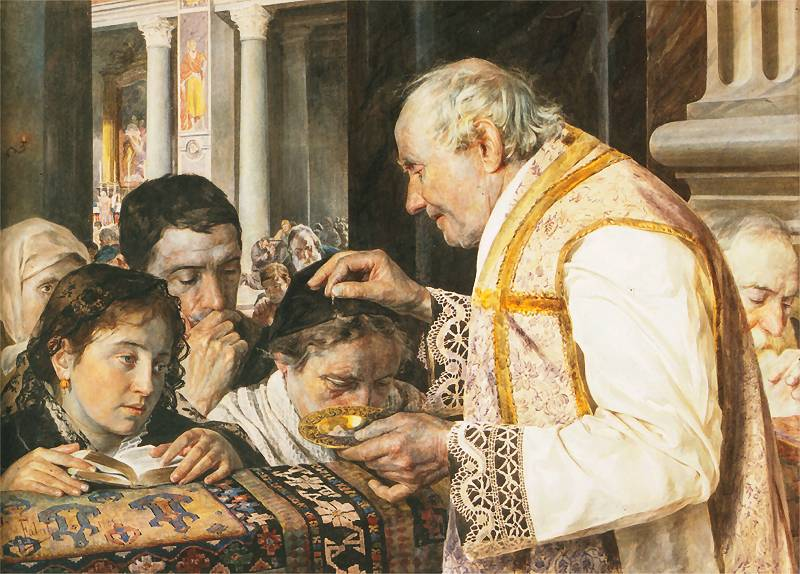
Julian Fałat: „Popielec” (akwarela, 1881)

#### Obrządek posypywania głów popiołem
Prawdopodobnie od VII wieku zaczął pojawiać się liturgii ryt posypywania głowy popiołem. Najstarsze zachowane źródła mówiące o święceniu popiołu pochodzą z X wieku. Papież Urban II wprowadził w 1091 roku, jako obowiązujący w liturgii, ryt posypywania głowy popiołem. Z tego okresu datowana jest regulacja, by popiół ten był uzyskiwany z palm poświęconych podczas Niedzieli Palmowej poprzedniego roku.

#### Wielkopostna pokuta publiczna
Jedną z dwóch funkcjonujących od XII wieku form pokuty publicznej była poenitentia solemnis. Dotyczyła wyłącznie ciężkich przestępstw, znanych publicznie (Pro peccatis enormibus, ut pro parricidio, pro crimine publico et manifesto, sicut pro homicidio, incendio et sacrilegio etc...). Trwała przez okres wielkiego postu i stanowiła następczynię pokuty publicznej z pierwszych wieków. Rozpoczynała się na początku postu rytem wyprowadzenia pokutników z kościoła, a kończyła się w Wielki Czwartek rytem wprowadzenia do kościoła tych pokutników, którzy wypełnili swoją pokutę i udzielenia im rozgrzeszenia. Prawdopodobnie – ze względu na znaczne odległości od stolic biskupich – ceremoniał pokuty publicznej był upraszczany i pokutnik był wyprowadzany z lokalnego kościoła przez proboszcza, po czym był wysyłany do miasta biskupiego, by tam, po wypełnieniu pokuty, mógł w Wielki Czwartek otrzymać przebaczenie win. Do takiej formy zachęcał synod warmiński z 1554 oraz synody wrocławskie z lat 1568 i 1586. Z kolei „Instrukcja dla posłów kapituły krakowskiej na synod prowincjalny” (1554) zawierała informację, że pokuta publiczna nie była już przez biskupów wymagana. Taką formę pokuty za publiczne, ciężkie przewinienia podtrzymywał sobór trydencki.
Liturgiczna forma wielkopostnej pokuty publicznej podlegała rozwojowi na przestrzeni średniowiecza. Większość modlitw odmawianych podczas rytów wyprowadzania pokutników z kościoła w Popielec i wprowadzania ich w Wielki Czwartek, była ujęta już w Sakramentarzu gelazjańskim. Późniejsze średniowieczne pontyfikały zawierały już opis całego obrzędu. Zawarty był w „Pontyfikale Duranda” (1293–1295), a w niemal identycznej formie był ujęty w „Pontificale Romanum” z 1595–1596.

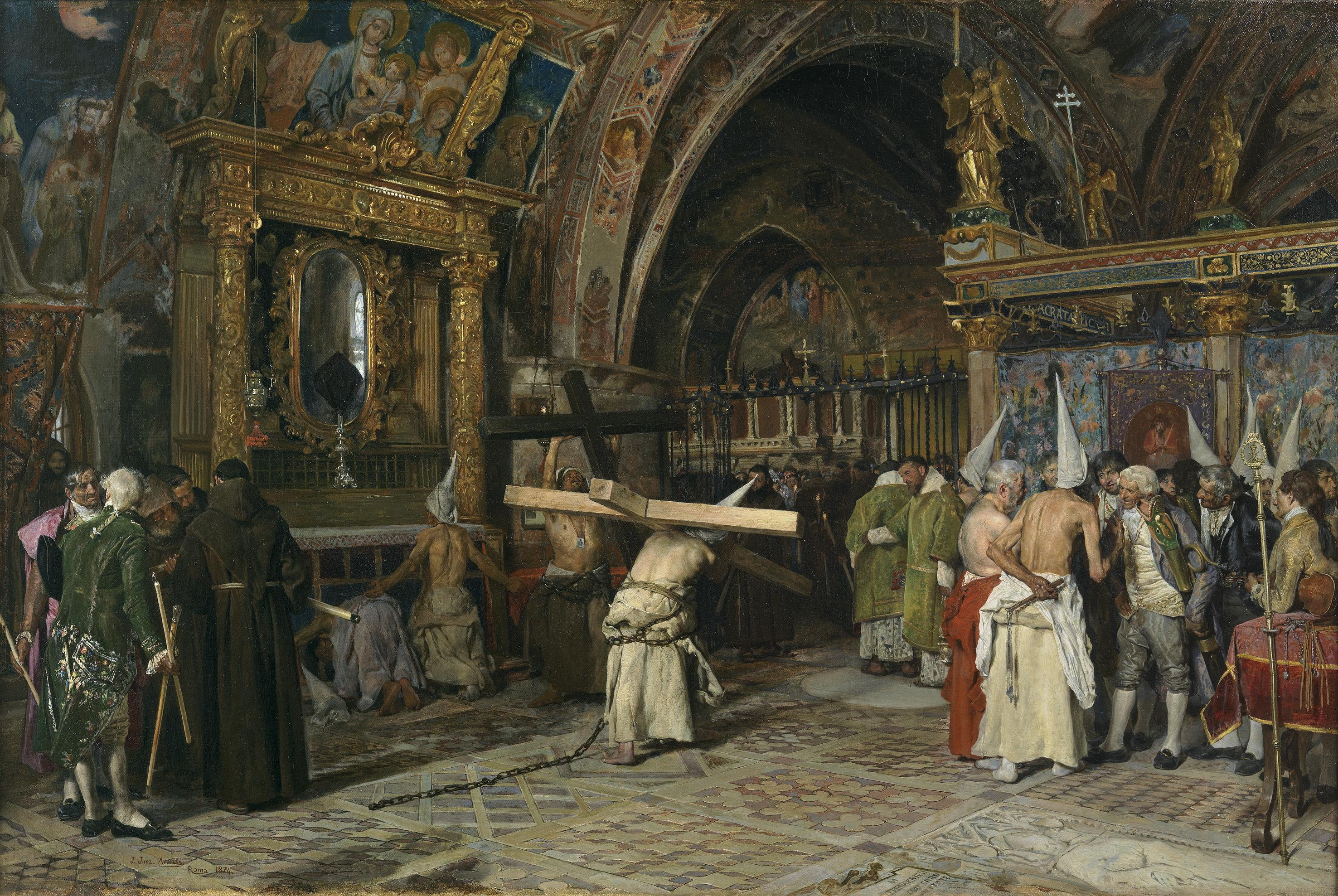
Pokutnicy w dolnym kościele bazyliki w Asyżu – obraz olejny: José Jiménez Aranda, 1874

##### Wielkopostny obrzęd wykluczenia pokutników według „Pontificale Romanum” z 1595–1596
Rytuał wykluczenia pokutników z kościoła rozpoczynał się w Popielec. Pokutnicy zbierali się w kościele koło godziny 9.00. Penitencjarz biskupi wyznaczał im pokutę, a zgromadzenia pokutnicy wychodzili na zewnątrz i zbierali przed bramą, oczekując na ciąg dalszy ceremonii. Około godziny 12.00 biskup przechodził do środka nawy kościoła, a w dwóch rzędach obok wejścia ustawiali się przedstawiciele kleru. Pokutnicy wchodzili do kościoła, podchodzili do biskupa, a ten posypywał im głowy popiołem, mówiąc: Memento homo, quia pulvis es et in pulverem reverteris; age poenitentiam, ut habes vitam eternam. Skrapiał pokutników wodą święconą i ubierał ich w wyznaczone szaty pokutne. Pod koniec penitenci padali na posadzkę, a zgromadzeni odmawiali siedem psalmów pokutnych oraz Litaniae Sanctorum (Litanię do Wszystkich Świętych), prosząc w modlitwach o owocną pokutę. W końcowej przemowie do pokutników biskup przypominał biblijną historię Adama, który wraz z Ewą został ukarany za grzech i wygnany z rajskiego ogrodu Eden i porównywał sytuację penitentów do losu pierwszych rodziców. Biskup brał jednego pokutnika pod rękę, ten kolejnego, i dalej aż wszyscy zostali złączeni w jeden łańcuch. W takiej formacji pokutnicy, trzymając w rękach świece, opuszczali kościół recytując: Ecce ejicimini vos hodie a liminibus sanctae matris Ecclesiae propter peccata et scelera vestra, sicut Adam primus homo ejectus est de paradiso propter transgressionem suam, a chóry śpiewał antyfonę In sudore valtus tui. Przy bramie biskup żegnał pokutników, wzywał by nie wątpili w miłosierdzie Boże, odbywali pokutę, pościli, modlili się, dawali jałmużnę i by stawili się w kościele w Wielki Czwartek. Po zamknięciu za nimi bramy kościoła, odprawiano mszę świętą.

##### Rekoncyliacja pokutników w Wielki Czwartek według „Pontificale Romanum” z 1595–1596
Rekoncyliacja pokutników wygnanych z kościoła w Popielec odbywała się także według ukształtowanego ceremoniału. W Wielki Czwartek biskup w otoczeniu kleru odmawiał przed głównym ołtarzem siedem psalmów pokutnych oraz Litaniae Sanctorum, a pokutnicy czekali, klęcząc boso, przed bramą kościoła. Podczas trwania litanii dwaj subdiakoni wychodzili z zapalonymi świecami na próg kościoła, pokazywali świece penitentom śpiewając antyfonę: Vivo ego, dicit Dominus, nolo mortem peccatoris, sed ut magis convertatur et vivat, po czym gasili świece i wracali sami do ołtarza. Po kolejnej części litanii, dwóch kolejnych subdiakonów wykonywało podobny rytuał, także wracając na koniec do ołtarza. Dopiero podczas śpiewu Agnus Dei do pokutników wychodził starszy diakon, trzymając dużą, zapaloną świecę. Wykonywał antyfonę Levate capta vestra ecce appropinquabit redemptio vestra, po czym zachęcał oczekujących, by od jego świecy zapalili swoje świece. Po zakończeniu Agnus Dei biskup przechodził do środka nawy, a zebrani duchowni zbierali się (podobnie jak w Środę Popielcową) w dwóch rzędach. Archidiakon wychodził do pokutników, by ich zaprosić do wnętrza. Biskup podchodził do progu kościoła i trzykrotnie zwracał się do penitentów: Venite, venite, venite fili, audite me, timorem Domini docebo vos. Po odśpiewaniu psalmu 33 archidiakon zwracał się do biskupa z formalną prośbą o rekoncyliację. Biskup brał jednego pokutnika pod rękę, ten kolejnego, i dalej aż wszyscy zostali złączeni w jeden łańcuch. W taki sposób byli wprowadzani do kościoła. Towarzyszyły temu liczne antyfony. Po przejściu przed ołtarz rozpoczynały się modlitwy. Po nich zebrani klękali, chór śpiewał psalm 50, psalm 55, psalm 56, a biskup odmawiał nad penitentami sześć modlitw o przebaczenie ich grzechów, po czym udzielał rozgrzeszenia. Na koniec pokutnicy byli skrapiani wodą święconą, okadzani, a ceremonię kończyło udzielenie odpustu oraz uroczyste biskupie błogosławieństwo.

#### Kościoły stacyjne
Wśród praktykowanych form wielkopostnych funkcjonowały liczne liturgie, nabożeństwa podejmowane przez pielgrzymki. Zakorzenionymi w starożytnej tradycji Kościoła są praktyki codziennego pielgrzymowania do statio – kościołów stacyjnych w Rzymie. Cyprian z Kartaginy odnotował termin statio w III wieku w odniesieniu do zgromadzenia ludzi w ogólności. Laktancjusz wspominał w V wieku o jakiejś formie liturgicznej, używając określenia stationem celebrare. Słowo statio zaczęło zyskiwać znaczenie określające praktykę poszczenia w środy i piątki (razem z towarzyszącymi jej nabożeństwami). W Rzymie termin był używany już w IV wieku. Ostatecznie zaczął stanowić określenie dla liturgii sprawowanej pod przewodnictwem papieża. Musiała ona spełniać kilka warunków: być sprawowana przez biskupa Rzymu lub jego przedstawiciela, odbywać się w różnych bazylikach Rzymu i być główną formą liturgiczną tego dnia w mieście. Najstarsze zachowane wzmianki o celebrowaniu takiej „mobilnej” formy Eucharystii w różnych miejscach odnaleźć można w kazaniach Leona Wielkiego (połowa V wieku). Wiadomo, że w V wieku organizowano w Rzymie cykle 26 zgromadzeń eucharystycznych w dni powszednie wielkiego postu. Żyjący w IX wieku biograf papieża Grzegorza Wielkiego Jan Diakon zanotował informację, że kształt organizacyjny rzymskim stacjom nadał właśnie ów papież. Rzymska liturgia stacyjna osiągnęła swój szczyt koło XI wieku. Sprawowano ją tam do czasu przeniesienia papiestwa do Awinionu w 1304 roku. Odnowienie tradycji nastąpiło w 1777 roku za sprawą papieża Piusa VI, który zatwierdził ją i ogłosił reskryptem Świętej Kongregacji Odpustów. Kolejny impuls wznowienia papieskich liturgii w dni powszednie wielkiego postu dał papież Jan XXIII. Zwyczaj kontynuują kolejni papieże.
Podobne systemy stacyjne funkcjonowały w starożytności także w innych głównych miastach świata chrześcijańskiego – w Jerozolimie i Konstantynopolu. W późniejszym czasie znalazły naśladownictwo w Mediolanie, Rawennie, Metzu, Tours, Paryżu czy Kolonii. System ten funkcjonuje także w różnych miastach Polski.

#### Gorzkie żale
W Polsce funkcjonuje lokalna tradycja odprawiania w niedziele wielkiego postu nabożeństwa pasyjnego, które jest połączone z wystawieniem Najświętszego Sakramentu i kazaniem pasyjnym. Po raz pierwszy zostało odprawione na początku XVIII wieku. Jego struktura opiera się na konstrukcji dawnej Jutrzni. Składa się z tzw. „zachęty” i trzech części. W każdą niedzielę wielkiego postu odprawia się jedną część.

#### Rekolekcje
Kodeks prawa kanonicznego z 1983 (Kan. 770) zaleca, że „proboszczowie zgodnie z zarządzeniem biskupa diecezjalnego powinni w pewnych okresach organizować to przepowiadanie, które nazywa się rekolekcjami”. Idea organizowania „ćwiczeń duchowych”, które mogłyby, oprócz duchownych, gromadzić także wiernych w parafiach, pojawiła się dopiero w encyklice Piusa XI z 20 grudnia 1929 Mens Nostra o znaczeniu rekolekcji zamkniętych. Ideę rozszerzył Pius XII w encyklice Mediator Dei z 20 listopada 1947, zachęcając, by uczestniczyło w nich jak najwięcej świeckich. KPK z 1983 pozostawiał wiele zagadnień do uregulowania prawem partykularnym. W związku z tym, poszczególne diecezje normują obowiązki organizowania w parafiach corocznych rekolekcji podczas wielkiego postu (i adwentu). Rekolekcje takie mogą być organizowane dla poszczególnych grup, stanów i zawodów, ale także – w formie zamkniętej – dla maturzystów czy klas przedmaturalnych. Prawo kościelne nie określa „kerygmatu rekolekcyjnego”. Nauki winny nawiązywać do Pisma Świętego, Tradycji Kościoła, liturgii Kościoła, zasad wiary i moralności podawanych do wierzenia przez Urząd Nauczycielski Kościoła (kan. 760 KPK). Zgodnie z kan. 768 § 1 KPK ów kerygmat ma za zadanie „otworzyć serca na wiarę, uczcić Boga i prowadzić do zbawienia”, zaś „przekaz treści należy dostosować do wieku i wykształcenia słuchaczy, a także uwzględniać znaki czasu” (kan. 769 KPK).

### Pokarmy i zwyczaje wielkopostne na ziemiach polskich
Realizacja wyrzeczeń wielkopostnych wiernych miała konkretny wyraz w kształtowaniu zwyczajów kulinarnych. W przeszłości z menu polskich wyznawców na sześć tygodni znikało mięso, tłuszcze pochodzenia zwierzęcego, miód, cukier, a nawet nabiał. W wielu domach w dni powszednie żywiono się postnym żurem, który powstawał z zaczynu mąki żytniej i wody, ziemniakami, brukwią, burakami, gęstą zupą ze śliwek, chlebem, śledziami i innymi prostymi, skromnymi pokarmami. Na Lubelszczyźnie w czasie wielkiego postu spożywano także kisiel owsiany, przygotowywany z mąki owsianej z dodatkiem wody, soli, cukru i drożdży. Nieco lepsze potrawy mogły gościć na stołach w niedziele. Na czas wielkiego postu rezygnowano z palenia tytoniu i picia alkoholu. Unikano gry na instrumentach, śpiewu, zabaw, a hałasujące dzieci i młodzież były karcone. Zamiast baśni opowiadano im żywoty świętych.

### Regulacje posoborze watykańskim II
Zgodnie z kanonami 1251–1252 aktualnego Kodeksu prawa kanonicznego w Środę Popielcową wiernych obowiązuje wstrzemięźliwość od pokarmów mięsnych i post ścisły. W praktyce oznacza to dopuszczenie spożycia trzech posiłków w ciągu dnia, ale tylko jeden – do syta. Nakaz wstrzemięźliwości dotyczy wszystkich wyznawców w wieku powyżej 14 lat, a nakaz postu osoby pełnoletnie do 60. roku życia.
Rubryki Mszału Rzymskiego zawierają powitanie wiernych przed procesją w Niedzielę Palmową słowami, które mogą sugerować zakończenie wielkiego postu już tego dnia: „Drodzy bracia i siostry, przez czterdzieści dni przygotowaliśmy nasze serca przez modlitwę, pokutę i uczynki chrześcijańskiej miłości. W dniu dzisiejszym gromadzimy się, aby z całym Kościołem rozpocząć obchód misterium paschalnego”. Jednak zgodnie z „Listem okólnym o przygotowaniu i obchodzeniu świąt paschalnych «Paschalis sollemnitatis»” z 1988 roku okres wielkiego postu rozpoczyna się w Kościele katolickim w Środę Popielcową i trwa do Wielkiego Czwartku, do wieczornej Mszy św. Wieczerzy Pańskiej, która rozpoczyna obchody Triduum Paschalnego.
Wielki post w Kościele katolickim jest traktowany jako czas pokuty i nawrócenia. Jego zaleceniami są post, jałmużna i modlitwa. W okresie wielkiego postu z kościoła znikają kwiaty przy ołtarzu, nastrój pokuty podkreśla skromniejszy wystrój świątyni. Kolorem liturgicznym jest fiolet, w czwartą niedzielę (jeśli jest taki zwyczaj w danej parafii) róż, a w niedzielę Męki Pańskiej (Palmową) czerwień. Aktualna, watykańska lista Przykazań kościelnych zawiera wskazanie, by w dni wyznaczone przez Kościół powstrzymywać się od jedzenia mięsa i przestrzegć postu. Taki czas ascezy i pokuty, ma stanowić przygotowanie do świąt liturgicznych. Szczegóły precyzują lokalne episkopaty. W aktualnej wersji promulgowanej dla Polski w okresie wielkiego postu obowiązuje zakaz udziału w zabawach.

### Kościoły greckokatolickie
W Kościołach greckokatolickich okres wielkiego postu rozpoczyna Czysty Poniedziałek (w tradycji ludowej zwany także „żyławym” – od nazwy pieczonych przez gospodynie tzw. „żylaników”, żytnich placków, które jadało się w ten dzień z tartym chrzanem z buraczkami i rzodkwią – lub  „połoskozubem” – od płukania ust alkoholem, by nic tłustego nie zostało w ustach na post), siedem tygodni przed Wielkanocą, której data – jak w innych Kościołach wschodnich – jest wyznaczana według kalendarza juliańskiego.
W pierwszym tygodniu postu sprawowane jest nabożeństwo „Kanon pokutny św. Andrzeja z Krety”, który jest formą modlitwy przypominającej wiernym przyczynę upadków, a równocześnie wskazuje na drogi podźwignięcia się ku świętości. Liturgia ma dynamiczny charakter – wiąże się z równoczesnym oddawaniem doziemnych pokłonów. W okresie wielkiego postu nie sprawuje się w nim Boskiej Liturgii. Szczególne znaczenie w życiu cerkwi ma Liturgia św. Bazylego Wielkiego (odprawia się ją tylko 10 razy w roku liturgicznym – w tym we wszystkie niedziele wielkiego postu) oraz Liturgia Świętego Grzegorza Wielkiego – Liturgia Uprzednio Poświęconych Darów, którą sprawuje się w środy i piątki oraz czwartek 5-go tygodnia wielkiego postu. W pozostałe dni tygodnia sprawowane są godziny kanoniczne lub Akatyst do Męki Pańskiej.
Wielki post w Kościołach greckokatolickich kończy Niedziela Palmowa, po której z kolei rozpoczyna Wielki Tydzień, nazywany też Tygodniem Męki (Strasnyj Tyżdeń). Niedziela Palmowa jest w Kościołach greckokatolickich nazywana Niedzielą „Wierzbową” lub „Wierzbną” („Werbna Nedila”), ale także „Kwietną” („Cwitna Nedila”) – dla podkreślenia, że w przyrodzie roślinność już rozkwita, a gałązki są poświęcane w cerkwi.

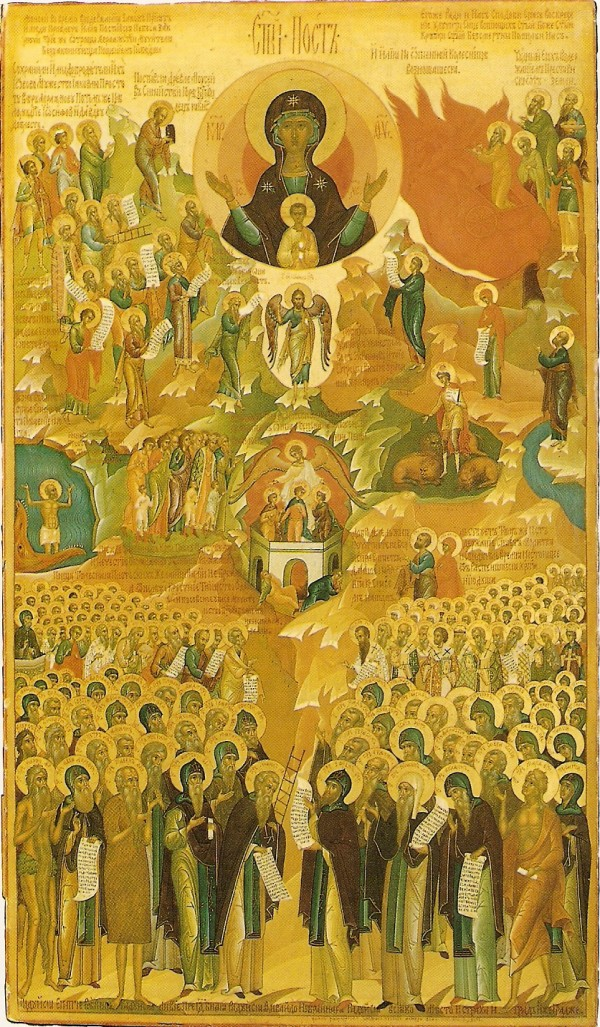
Wielki post – ikona z Mstiory (XIX w.)

## Prawosławie

### Okres przygotowawczy
Zgodnie z prawosławnym kalendarzem liturgicznym wielki post jest poprzedzony 4-tygodniowym okresem przygotowawczym. Pierwsza niedziela tego okresu nazywana jest „Niedzielą Pragnienia” – czytany jest wtedy tekst z Ewangelii Łukasza Zacheuszu (Łk 19, 1–10). Druga niedziela to „Niedziela Pokory” (z czytaniem lektury o Faryzeuszu i Celniku (Łk 18, 10–14)), trzecia – „Niedziela Miłosierdzia”, w czasie której jest czytana przypowieść o synu marnotrawnym (Łk 15, 11–32). Ostatnia, czwarta niedziela to „Niedziela Sądu Ostatecznego” (Mt 25, 31–46), zwana też niedzielą mięsopustną. Począwszy od tej niedzieli zaczyna obowiązywać wstrzemięźliwość od pokarmów mięsnych. Przez tydzień – do rozpoczęcia wielkiego postu – wolno wiernym jeść nabiał i ryby. Tydzień ten, zwany tygodniem maślanym lub serowym („syrnaja”, „maslianaja niediela”), jest okresem pożegnania karnawału. Kończy się niedzielą „seropustną”, zwaną też „Niedzielą Przebaczenia Win”, podczas której wspominane jest wygnanie Adama i Ewy z raju i czytany jest fragment z Ewangelii Mateusza mówiący o dobrym poszczeniu i o wzajemnym wybaczaniu win. Wieczór tej niedzieli nazywany jest zahowienijem (wstępem do postu), i traktowany jest jako początek wielkiego postu.

### Wielki post
W Cerkwi prawosławnej okres wielkiego postu trwa 40 dni i rozpoczyna się 7 tygodni przed Paschą. W „Niedzielę Przebaczenia Win” czytane są fragmenty ewangelii mówiące o poście i przebaczeniu (Mt, 5, 23–24; Mt, 6, 14–21). Są zachętą do wzajemnego wybaczania win. Nazajutrz następuje „Czysty Poniedziałek” – pierwszy dzień wielkiego postu. W prawosławiu nie ma obrzędu posypywania głów popiołem. Tradycja wiąże ten dzień z kąpielą w łaźni, sprzątaniem domu. Pierwsza niedziela wielkiego postu (Niedziela Triumfu Prawosławia lub Niedzielą Ortodoksji (Prawosławia)) jest poświęcona przypomnieniu kultu ikon. Trzecia niedziela to Niedziela Adoracji Krzyża („Krestopokłonna”). Przez następny tydzień, w cerkwiach prowadzone są adoracje krzyża. Ostatnia niedziela przed Paschą (Niedziela Palmowa) nazywana jest także „Niedzielą Wierzbową” (cs. Wierbnoje woskriesienije), bowiem tradycyjne palmy wykonywane były głównie z gałązek wierzby.
Okres wielkiego postu kończy się wieczorem w piątek szóstego tygodnia, czyli przed Niedzielą Wierzbową. W sobotę szóstego tygodnia wielkiego postu Cerkiew prawosławna wspomina wskrzeszenie Łazarza. W Sobotę Łazarza i w Niedzielę Palmową obowiązuje już nieco lżejszy post. Natomiast post paschalny, obowiązujący wiernych od Wielkiego Poniedziałku aż do Wigilii Paschalnej, ma formę postu ścisłego.
Zwyczaj nakazuje, by w pierwsze dwa dni wielkiego postu całkowicie powstrzymać się od jedzenia. Tradycyjne nazwy tych dni (Czysty Poniedziałek i Czysty Wtorek) są wywodzone od tego zalecenia. Tak ostry, ascetyczny zwyczaj ma pomóc w przestawieniu organizmu na postne odżywianie w następnych dniach całego okresu. W zwykłe dni tygodnia (czyli od poniedziałku do piątku) wielkiego postu prawosławni wierni winni ograniczać zarówno liczbę dziennych posiłków, jak i spożycie niektórych pokarmów. Jednak bez limitu ilości zjadanego pokarmu. Zalecenie określa, by w poniedziałki, środy, piątki wierni spożywali tylko niegotowane posiłki (np. chleb, woda, warzywa, owoce), we wtorki i w czwartki posiłki przyrządzane bez masła, a w soboty i niedziele (nie są dniami postu) posiłki przyrządzone z użyciem tłuszczu roślinnego. W Wielki Piątek należy się powstrzymać od jedzenia aż do chwili liturgicznego wyniesienia płaszczanicy.
Wszystkie powszednie dni wielkiego postu są aliturgiczne i nie odprawia się w nie pełnej Eucharystii, ale obrzęd Mszy Uprzednio Poświęconych Darów, Missa Praesanctificatorum. Liturgia taka jest poprzedzona nieszporami i nie zawiera części konsekracji. Udziela się Świętych Darów zakonsekrowanych w poprzednią niedzielę. Liturgia taka jest odprawiana w każdą środę i piątek wielkiego postu.
| Niedziela przed Paschą | Liczba dni do Paschy | Nazwa polska                                                     | Lokalizacja tygodnia                                          | Uwagi |
| ---------------------- | -------------------- | ---------------------------------------------------------------- | ------------------------------------------------------------- | --- |
| 11                     | 77                   | Niedziela Pragnienia                                             | Niedziela przed 1 tygodniem okresu przygotowawczego           | Ewangelia o Zacheuszu (Łk 19, 1–10) |
| 10                     | 70                   | Niedziela Pokory                                                 | Niedziela przed 2 tygodniem okresu przygotowawczego           | Ewangelia o faryzeuszu i celniku (Łk 18, 10–14) |
| 9                      | 63                   | Niedziela Miłosierdzia                                           | Niedziela przed 3 tygodniem okresu przygotowawczego           | Przypowieść o synu marnotrawnym (Łk 15, 11–32) |
| 8                      | 54                   | Niedziela Sądu Ostatecznego („mięsopustna”)                      | Niedziela przed 4 tygodniem okresu przygotowawczego           | Ewangelia O strasznym sądzie (Mt 25, 31–46) Począwszy od tej niedzieli (7 dni przed początkiem wielkiego postu) wierni przestają jeść pokarmy mięsne. Następuje po niej „tydzień maślany” lub „serowy” („syrnaja”, „maslianaja niediela”) – okres przed postem, kiedy jeszcze wolno spożywać nabiał i ryby. W tym tygodniu następuje pożegnanie karnawału – „Maslenica”, czas tradycyjnego pieczenia i jedzenia blinów.              |
| 7                      | 49                   | Niedziela Przebaczania Win („seropustna”)                        | (po tej niedzieli następuje 1. tydzień wielkiego postu)       | Lektura o poście i o przebaczaniu (Mt 5, 23–24; Mt 6, 14–21). Po tej niedzieli następują Czysty Poniedziałek i Czysty Wtorek – pierwsze dni wielkiego postu |
| 6                      | 42                   | Niedziela Triumfu Prawosławia Niedzielą Ortodoksji (Prawosławia) | (po tej niedzieli następuje 2. tydzień wielkiego postu)       | 1. niedziela wielkiego postu |
| 5                      | 35                   | Niedziela Oświecającego Postu (Swietorwornych postow)            | (po tej niedzieli następuje 3. tydzień wielkiego postu)       | 2. niedziela wielkiego postu |
| 4                      | 28                   | Niedziela Adoracji Krzyża (Krestopokłonnaja)                     | (po tej niedzieli następuje 4. tydzień wielkiego postu)       | 3. niedziela wielkiego postu W sobotę przed tą niedzielą dawniej zwyczajowo pieczono w domu ciasteczka w formie krzyżyków z malinkami lub rodzynkami w miejscu gwoździ. |
| 3                      | 21                   |                                                                  | (po tej niedzieli następuje 5. tydzień wielkiego postu)       | 4. niedziela wielkiego postu |
| 2                      | 14                   |                                                                  | (po tej niedzieli następuje 6. tydzień wielkiego postu )      | 5. niedziela wielkiego postu Wieczorem, w piątek 6 tygodnia wielkiego postu (po 5. niedzieli) kończy się okres wielkiego postu. W sobotę Cerkiew prawosławna wspomina wskrzeszenie Łazarza. Od poniedziałku po Niedzieli Wierzbowej zaczyna się ścisły post paschalny. Trwa do Wigilii Paschalnej. |
| 1                      | 7                    | Niedziela Palmowa lub: Niedziela Wierzbowa                       | (po niej następuje Wielki Tydzień. Obowiązuje post paschalny) | 6. niedziela od początku wielkiego postu Prawosławni wierni nie przynoszą do cerkwi palm zrobionych w domu, ale palmy w postaci wiązek gałązek wierzbowych z baziami przygotowują ministranci. Poświęcone palmy kapłan rozdaje wiernym w czasie jutrzni. Tradycja zalecała uderzanie się wzajemnie takimi palmami ze słowami: „Palma bije, nie zabije, kości nie połamie. Pamiętajcie chrześcijanie, że Pan Jezus zmartwychwstanie”. |
| 0                      | 0                    | Pascha                                                           |                                                               | |

## Protestantyzm
W kościołach protestanckich okres przygotowujący do uroczystości Wielkiego Tygodnia nazywany jest czasem pasyjnym. Rozpoczyna się on w „Dniu Pokuty i Modlitwy” (Środa Popielcowa) i trwa przez 6 tygodni, do Wielkiego Czwartku. Nazwa tego okresu stanowi nawiązanie do pasji, czyli męki Jezusa Chrystusa. Zasadniczo okres ten nie wiąże się ze wstrzemięźliwością od jedzenia, ale ma być czasem, który „poprzez skupienie, modlitwę i koncentrację na Słowie Bożym, ma umożliwić wierzącym weryfikację postaw, naprawę wyrządzonych innym szkód, wejrzenie w siebie, podjęcie zobowiązania życia na co dzień według wskazań Ewangelii”. Jednak część wiernych, opierając się na tradycjach rodzinnych lub historycznych, praktykuje w tym okresie także post polegający na wstrzemięźliwości od napojów i pokarmów, a także od rozrywek czy używek.